# Peristylus maingayi
Peristylus maingayi là một loài thực vật có hoa trong họ Lan. Loài này được (King & Pantl.) J.J.Wood & Ormerod mô tả khoa học đầu tiên năm 2001.